# Sheikh Abdul Halim
Abdul-Halim Salamovich Sadulayev (Chechnya: Садулин Абусаламин кант Абдулхалим, tiếng Nga: Абдул-Халим Саламович Сайдулаев) (02 tháng 6 năm 1966 - Ngày 17 tháng 6 năm 2006) là Tổng thống thứ tư của nước Cộng hòa Chechnya Ichkeria. Sadulayev làm Tổng thống chưa đầy 1 năm thì bị giết trong một cuộc đấu súng với FSB và lực lượng Chechnya thân Nga.
Sadulayev là nhà lãnh đạo phiến quân Chechnya đầu tiên có hiệu quả trong việc cố gắng thống nhất các lực lượng phiến quân Hồi giáo ở bên ngoài Chechnya. Ông đã giành được cam kết trung thành không chỉ từ quân ly khai Chechnya, mà còn từ các nhóm Hồi giáo đang tìm cách lật đổ các chính quyền Bắc Kavkaz thân Kremli. Ông cũng được ghi nhận đã thuyết phục lãnh chúa Shamil Basayev không thực hiện bất cứ cuộc tấn công khủng bố lớn nào kể từ vụ Beslan.